# پنیوان
پنیوان (به انگلیسی: Penywaun) یک روستا در بریتانیا است که در روندا کنون تاو واقع شده‌است.